# دلووها وس (ناحیه کلاتووی)
دلووها وس (ناحیه کلاتووی) (به چکی: Dlouhá Ves) یک منطقهٔ مسکونی در جمهوری چک است که در ناحیه کلاتووی واقع شده‌است. دلووها وس ۱۴٫۹۷ کیلومتر مربع مساحت و ۸۳۰ نفر جمعیت دارد و ۵۱۲ متر بالاتر از سطح دریا واقع شده‌است.